# Mariä Himmelfahrt (Frauenreuth)

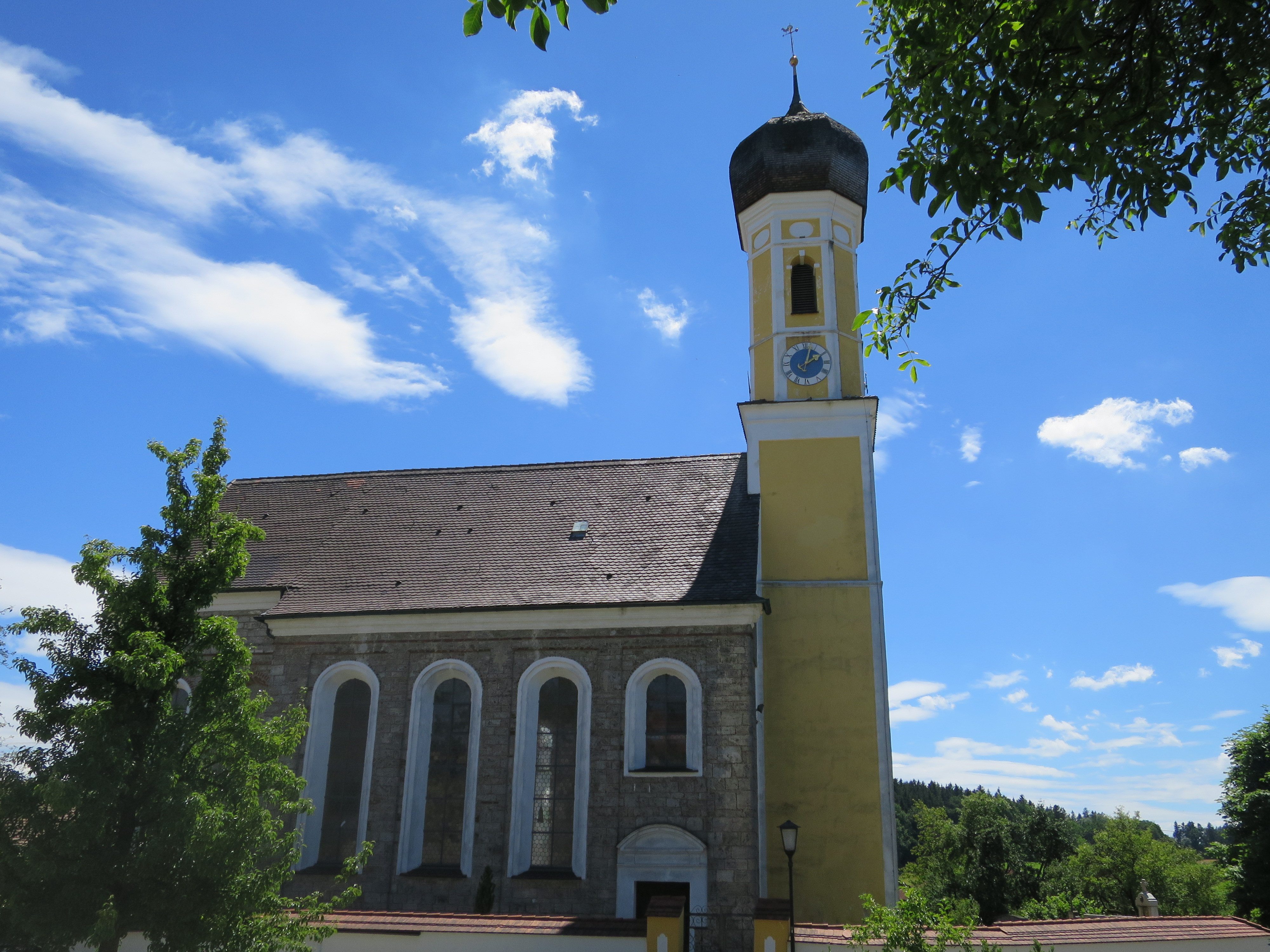
Mariä Himmelfahrt in Frauenreuth

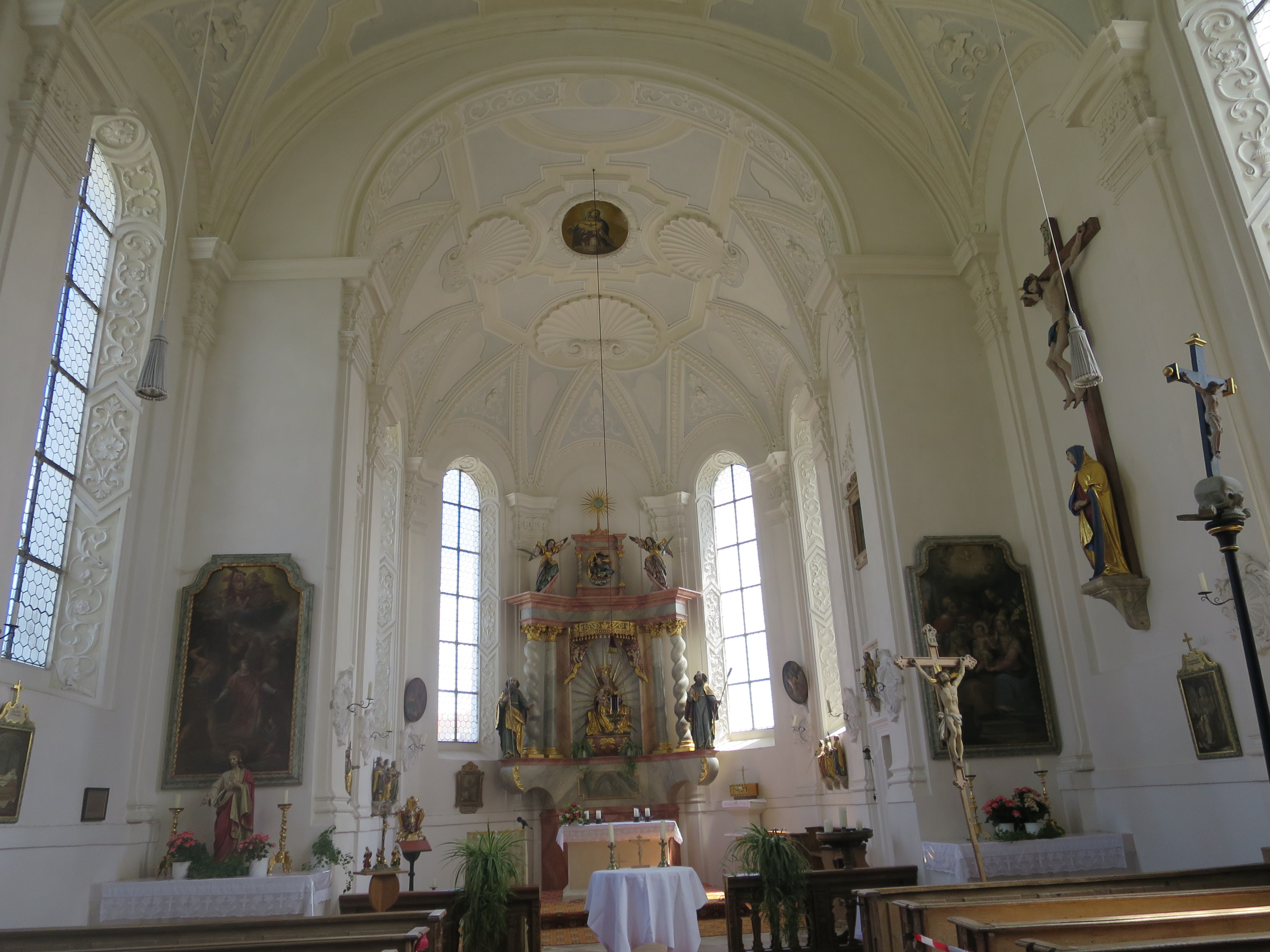
Chor

Die römisch-katholische Filialkirche und Wallfahrtskirche Mariä Himmelfahrt steht in Frauenreuth, einem Gemeindeteil des Marktes Glonn im oberbayerischen Landkreis Ebersberg. Das Bauwerk ist in der Liste der Baudenkmäler in Glonn als Baudenkmal unter der Nr. D-1-75-121-22 eingetragen. Das Patrozinium der Kirche wird am 15. August (Mariä Himmelfahrt) gefeiert. Die Kirche gehört zum Dekanat Ebersberg im Erzbistum München und Freising.

## Beschreibung
Die Saalkirche wurde 1702/03 auf den Grundmauern des romanischen Vorgängerbaus errichtet. Sie besteht aus dem Langhaus aus unverputzten Tuffsteinquadern, dem eingezogenen, dreiseitig geschlossenen Chor im Osten und dem 1723 hinzugefügten Kirchturm im Westen, dessen achteckige, mit einer Zwiebelhaube abschließende Geschosse die Turmuhr und den Glockenstuhl enthalten. 
Im Innenraum wird der Chorbogen von zwei Gemälden flankiert. Der nach der Reproduktion einer Votivgabe gestaltete Hochaltar von 1743 wird von den Skulpturen des Josef von Nazaret und des heiligen Joachim flankiert. Auf dem Altarretabel ist ein Gnadenbild dargestellt. Die Orgel wurde 1920 als Opus 1285 von G. F. Steinmeyer & Co. gebaut.